# Stephen Kelly
Stephen Michael Kelly (född 6 september 1983) är en irländsk före detta fotbollsspelare. Han spelade som högerback i bland andra Tottenham Hotspur, Birmingham City, Fulham och Reading.